# Tour de France 2007/5. Etappe
| Etappe 5                          |                   |                         |
| Ergebnis der 5. Etappe            |                   |                         |
| Etappensieger                     | Filippo Pozzato   | 4:39:01 h (39,245 km/h) |
| Zweiter                           | Óscar Freire      | gl. Zeit                |
| Dritter                           | Daniele Bennati   | gl. Zeit                |
| Vierter                           | Kim Kirchen       | gl. Zeit                |
| Fünfter                           | Erik Zabel        | gl. Zeit                |
| Sechster                          | George Hincapie   | gl. Zeit                |
| Siebter                           | Cristian Moreni   | gl. Zeit                |
| Achter                            | Stefan Schumacher | gl. Zeit                |
| Neunter                           | Bram Tankink      | gl. Zeit                |
| Zehnter                           | Jérôme Pineau     | gl. Zeit                |
| Kämpferischster Fahrer            | Sylvain Chavanel  | Sylvain Chavanel        |
| Zwischenstände nach der 5. Etappe |                   |                         |
| Gelbes Trikot                     | Fabian Cancellara | 24:28:56 h              |
| Zweiter                           | Andreas Klöden    | + 0:33 min              |
| Dritter                           | Filippo Pozzato   | + 0:35 min              |
| Grünes Trikot                     | Erik Zabel        | 102 P.                  |
| Zweiter                           | Tom Boonen        | 98 P.                   |
| Dritter                           | Robbie McEwen     | 84 P.                   |
| Gepunktetes Trikot                | Sylvain Chavanel  | 37 P.                   |
| Zweiter                           | Philippe Gilbert  | 23 P.                   |
| Dritter                           | William Bonnet    | 15 P.                   |
| Weißes Trikot                     | Wladimir Gussew   | 24:29:41 h              |
| Zweiter                           | Thomas Dekker     | + 0:06 min              |
| Dritter                           | Benoît Vaugrenard | + 0:07 min              |
| Teamwertung                       | Team CSC          | 73:29:08 h              |
| Zweiter                           | Discovery Channel | + 0:03 min              |
| Dritter                           | Caisse d’Epargne  | + 0:16 min              |

Die 5. Etappe der Tour de France 2007 am 12. Juli war 182,5 Kilometer lang und führte die Fahrer von Chablis südwärts durch Burgund, im Einzelnen durch die Départements Yonne, Nièvre und Saône-et-Loire, nach Autun. Die Etappe durch den Morvan wies insgesamt acht Bergwertungen auf, darunter, zum ersten Mal während dieser Tour, Berge der zweiten und dritten Kategorie. Durch ihr welliges Profil galt die einzige Mittelgebirgsetappe als eine der anspruchsvollsten der gesamten Rundfahrt.
Von Beginn an gestaltete sich das Rennen sehr unruhig und immer wieder versuchten sich einzelne oder mehrere Fahrer vom Hauptfeld zu lösen. Etwa bei Rennkilometer 20 fand sich ein Trio, das sich aus Sylvain Chavanel, William Bonnet und Philippe Gilbert zusammensetzte. Dahinter versuchte der Italiener Giampaolo Cheula als Solist das Trio einzuholen. Der Vorsprung der drei Ausreißer auf das Peloton wuchs in der Folge schnell auf maximal 14:45 Minuten an, während Cheula zunächst vergebens versuchte den Rückstand von etwa eineinhalb Minuten auf die Dreiergruppe wettzumachen. Schließlich schaffte er nach 59 gefahrenen Kilometern den Anschluss. Unterdessen begannen die Mannschaften des Hauptfeldes eine geregelte Verfolgung zu organisieren und verkürzten den Rückstand deutlich. Bis 60 Kilometer vor dem Ziel, am Fuß des Haut-Folin, einem Berg der zweiten Kategorie, war der Vorsprung des Führungsquartetts auf 3:40 Minuten zusammengeschrumpft.
Im Anstieg zerfiel die Gruppe dann in zwei Teile, da Cheula und Bonnet dem Tempo Chavanels und Gilberts nicht mehr folgen konnten. Auf dem Gipfel des knapp 13 Kilometer langen Anstieges betrug der Vorsprung der Führenden auf die Verfolger 1:17 Minuten und das Peloton folgte mit weiteren 53 Sekunden Rückstand. Die Verfolger wurden noch in der Abfahrt vom Hauptfeld gestellt, womit nur noch das Duo Chavanel/Gilbert vor dem Feld fahrend verblieb. Sie verteidigten ihren Vorsprung bis elf Kilometer vor dem Ziel, ehe das Feld im Anstieg zur Côte de la Croix de la Libération unter der Führung von Rabobank an ihnen vorbeizog.
Gleich nach dem Zusammenschluss attackierten einige Fahrer erneut, die sich aber allesamt nicht entscheidend absetzen konnten. Erst Jaroslaw Popowytsch gelang es auf der Abfahrt eine kleine Lücke herauszufahren. Nach einem Fahrfehler in einer engen Linkskurve verlor er seinen Vorsprung jedoch wieder. So fuhr das Feld geschlossen, mit David Millar und Laurent Lefèvre an der Spitze, auf die Zielgerade in Autun ein. Dort siegte im Sprint Filippo Pozzato vor Óscar Freire und Daniele Bennati.
Fabian Cancellara und Wladimir Gussew verteidigten wiederum die Führung in der Gesamt- bzw. Nachwuchswertung. Sylvain Chavanel, der sieben der acht Bergwertungen des Tages gewann, übernahm die Führung in der Wertung um das Gepunktete Trikot deutlich vor seinen Ausreißgefährten Philippe Gilbert und William Bonnet. Zudem wechselte auch die Führung in der Punktewertung, wo Erik Zabel das Grüne Trikot von Tom Boonen übernahm. In der Mannschaftswertung setzte sich das Team CSC an die Spitze, nachdem sich nur zwei Fahrer des Team Astana in der ersten Gruppe platzieren konnten.
Alexander Winokurow, einer der Favoriten auf den Gesamtsieg, verlor nach einer Kollision mit einem Motorrad, etwa 24 Kilometer vor dem Ziel, 1:20 Minuten auf seine größten Kontrahenten, die in der ersten Gruppe das Ziel erreichten. Zuvor war sein Teamkollege Andreas Klöden ebenfalls zu Fall gekommen. Er handelte sich jedoch keinen weiteren Zeitrückstand ein. Winokurow erlitt bei seinem Sturz Prellungen und tiefe Schürfwunden am rechten Oberschenkel und an beiden Knien, die sogar genäht werden mussten. Bei Klöden diagnostizierten die Ärzte einen Haarriss im Steißbein. Der Franzose Geoffroy Lequatre, der sich trotz eines schlimmen Sturzes mit über 44 Minuten Rückstand ins Ziel quälte und damit die Karenzzeit überschritt, wurde aufgrund seiner kämpferischen Haltung von der Rennleitung nicht disqualifiziert.

## Aufgaben
- 164 Rémy Di Gregorio – vor dem Start der Etappe, Bruch des rechten Ellenbogens nach Sturz auf der 4. Etappe
- 186 Brett Lancaster – während der Etappe, Magenbeschwerden und Folgen eines Sturzes auf der 1. Etappe

## Zwischensprints
1. Zwischensprint in Avallo (Kilometer 36) (232 m)
| Erster  | William Bonnet   | 6 P. und 6 s |
| Zweiter | Philippe Gilbert | 4 P. und 4 s |
| Dritter | Sylvain Chavanel | 2 P. und 2 s |

2. Zwischensprint in Montbreuillon (Kilometer 94,5) (228 m)
| Erster  | William Bonnet   | 6 P. und 6 s |
| Zweiter | Philippe Gilbert | 4 P. und 4 s |
| Dritter | Sylvain Chavanel | 2 P. und 2 s |

3. Zwischensprint in Bibracte-Mont-Beuvray (Kilometer 145) (603 m)
| Erster  | Philippe Gilbert | 6 P. und 6 s |
| Zweiter | Sylvain Chavanel | 4 P. und 4 s |
| Dritter | Robert Hunter    | 2 P. und 2 s |

## Bergwertungen
Côte des Grandes-Châtelaines, Kategorie 4 (Kilometer 39,5) (284 m; 1,5 km à 6,7 %)
| Erster  | Sylvain Chavanel | 3 P. |
| Zweiter | Philippe Gilbert | 2 P. |
| Dritter | William Bonnet   | 1 P. |

Côte de Domecy-sur-Cure, Kategorie 4 (Kilometer 52,5) (238 m; 1,3 km à 6,2 %)
| Erster  | Sylvain Chavanel | 3 P. |
| Zweiter | Philippe Gilbert | 2 P. |
| Dritter | William Bonnet   | 1 P. |

Côte de Champignolles-le-Bas, Kategorie 3 (Kilometer 58,5) (338 m; 2,0 km à 6,5 %)
| Erster  | Sylvain Chavanel | 4 P. |
| Zweiter | Philippe Gilbert | 3 P. |
| Dritter | William Bonnet   | 2 P. |
| Vierter | Giampaolo Cheula | 1 P. |

Côte de Coulon, Kategorie 4 (Kilometer 86,5) (275 m; 1,0 km à 6,2 %)
| Erster  | Sylvain Chavanel | 3 P. |
| Zweiter | Philippe Gilbert | 2 P. |
| Dritter | William Bonnet   | 1 P. |

Côte de Saint-Maurice, Kategorie 3 (Kilometer 98,5) (389 m; 3,0 km à 5,2 %)
| Erster  | Sylvain Chavanel | 4 P. |
| Zweiter | Philippe Gilbert | 3 P. |
| Dritter | William Bonnet   | 2 P. |
| Vierter | Giampaolo Cheula | 1 P. |

Côte de Château-Chinon, Kategorie 4 (Kilometer 119) (519 m; 2,5 km à 3,8 %)
| Erster  | Sylvain Chavanel | 3 P. |
| Zweiter | Philippe Gilbert | 2 P. |
| Dritter | William Bonnet   | 1 P. |

Haut-Folin, Kategorie 2 (Kilometer 135,5) (867 m; 12,9 km à 3,7 %)
| Erster   | Sylvain Chavanel  | 10 P. |
| Zweiter  | Philippe Gilbert  | 9 P.  |
| Dritter  | Giampaolo Cheula  | 8 P.  |
| Vierter  | William Bonnet    | 7 P.  |
| Fünfter  | Michael Rasmussen | 6 P.  |
| Sechster | Sérgio Paulinho   | 5 P.  |

Côte de la Croix de la Libération, Kategorie 3 (Kilometer 174) (586 m; 3,4 km à 5,4 %)
| Erster  | Laurent Lefèvre   | 4 P. |
| Zweiter | Kim Kirchen       | 3 P. |
| Dritter | Michael Rasmussen | 2 P. |
| Vierter | Fred Rodriguez    | 1 P. |